# Virus herpes simplex
Virusul herpes simplex (HSV) este un virus care se manifestă sub două forme, ambele însoțite de umflături apoase, dureroase pe piele sau membrane mucoase (precum gură sau buze) sau pe organele genitale. Această boală este contagioasă, mai ales în timpul unei erupții, fiind incurabilă cu tehnolgia actuală. Infecția buzelor este cunoscută popular ca "herpes".

## HSV-1 și HSV-2
Dintre cele opt tipuri cunoscute de HSV, cele mai comune sunt tipul 1 (HSV-1) și tipul 2 (HSV-2). HSV-1 este cel mai comun și este asociat mai degrabă cu infecțiile orofaciale, de obicei buzele. Acest tip de infecție se răspândește mai ușor datorită localizării sale foarte expuse. Este în general considerat (deși nu ar trebui) ca o infecție mai puțin serioasă.
HSV-2 este asociat cu infecțiile organelor genitale, cu toate că ambele tipuri pot să afecteze cele două zone. Infecția cu HSV-2 este de o importanță deosebită din cauza naturii asimptomatice a infecției și posibilitatea de transmitere chiar și prin intermediul unor indivizi care nu prezintă niciun fel de simptome.
Herpesul nu se vindecă și de aceea pot apărea consecințe de ordin psihologic.

## Definiție și simptome
Herpes simplex (greacă: ἕρπης herpēs, "activ" sau "latent") este o boală virală cauzată de virusul herpes simplex. Infecțiile sunt categorisite în funcție de zona infectată a corpului. Herpesul oral include fața sau gura. Poate duce la apariția unor mici bășici în grupuri numite leziuni la rece, bășicuțe ce induc febra sau pot cauza dureri în gât. Herpesul genital, de obicei cunoscut mai simplu ca și herpes, poate avea simptome minimale sau poate forma bășici care se sparg și formează ulcerații. De obicei, acestea se vindecă după două până la patru săptămâni. Furnicături sau dureri trecătoare pot apărea înainte de apariția bășicilor. Herpesul variază în cicluri de perioade de boală activă, urmate de perioade fără simptome. Deobicei, primul episod este mai sever și poate fi asociat cu febră, dureri musculare, noduli limfatici umflați și dureri de cap. Cu timpul, episoadele de boală activă scad în frecvență și severitate. Alte boli cauzate de herpes simplex includ, printre altele,: panarițiul herpecit atunci când acesta include degetele, herpesul ochilor, infecția creierului cu herpes, și herpes neonatal atunci când afectează nou născutul.

## Cauze și diagnostic
Există două tipuri de virus herpes simplex, tipul 1 (HSV-1) și tipul 2 (HSV-2). HSV-1 cauzează mai des infecții orale, în timp ce HSV-2 cauzează mai mult infecții genitale. Sunt transmise prin contact direct cu fluidele corporale sau a unei leziuni a unui individ infectat. Transmisia poate apărea chiar dacă nu există simptome. Herpesul genital este clasificat drept infecție cu transmitere sexuală. Acesta poate fi transmis unui copil în timpul nașterii. După infectare, virușii sunt transportați de-a lungul nervilor senzoriali către corpul celulelor nervoase, unde aceștia rămân pe tot parcursul vieții. Cauzele reapariției pot include: funcția imunitară scăzută, stresul și expunerea la lumina soarelui. Herpesurile orale și genitale sunt, de obicei, diagnosticate pe baza simptomelor prezente. Diagnosticul poate fi confirmat prin cultură virală sau prin detecția ADN-ului herpesului în lichidul din bășici. Testarea sângelui pentru anticorpi împotriva virusului pot confirma o infecție anterioară, dar vor fi negativi la infecțiilor noi.

## Prevenire și tratament
Cea mai eficientă metodă pentru evitarea infecțiilor genitale este prin evitarea contactului sexual vaginal, oral și anal. Utilizarea prezervativului scade riscul în oarecare măsură. Administrarea zilnică a unui medicament antiviral de către persoana infectată poate, de asemenea, reduce transmiterea. Nu există vaccin disponibil. Odată infectat, nu mai există leac. Paracetamolul (acetaminofen) și lidocaina locală pot fi utilizate în tratarea simptomelor. Tratamentele cu medicație antivirală precum aciclovir sau valaciclovir pot reduce severitatea episoadelor simptomatice.

## Epidemiologie
Ratele la nivel mondial de HSV-1 sau HSV-2 sunt între 60% și 95% în cazul adulților. HSV-1 este, de obicei, dobândit în timpul copilăriei. Ratele ambelor tipuri cresc odată cu vârsta persoanelor. Ratele de HSV-1 sunt între 70% și 80% la populațiile cu statut socio-economic scăzut, și 40% până la 60% la populațiile cu statut socio-economic îmbunătățit. Un număr estimat de 536 milioane de oameni la nivel mondial (16% din populație) au fost infectate cu HSV-2 începând din 2003, având rate mai mari la femei și la persoanele din țările în curs de dezvoltare. Majoritatea persoanelor cu HSV-2 nu își dau seama că sunt infectate.

## Bibligrafie suplimentară
I.Jeru, E. Bendelic, V. Boișteaniu,  Particularitățile Herpesului Ocular, Centrul Poligrafic-Medicina, Chișinău, 2008
Infectia cu virus herpes simplex,[nefuncțională – arhivă]
 Protocol clinic standardizat, 2016